# Mitzpe Yosef
Mitzpe Yosef,  en hébreu : מִצְפֵּה יוֹסֵף, littéralement en français : la vigie de Joseph, est un avant-poste israélien, situé sur le mont Garizim, au nord-est de Kiryat Luza (en), surplombant la ville de Naplouse et le tombeau de Joseph en Cisjordanie. Administrativement, il fait partie du conseil régional de Shomron, dans le district de Judée et Samarie. Il est fondé en 2002.

## Situation juridique
En application de la IVe Convention de Genève dans les Territoires palestiniens, la communauté internationale, considère comme illégales, les colonies israéliennes de Cisjordanie, au regard du droit international mais le gouvernement israélien conteste ce point de vue.

## Source de la traduction
- (en) Cet article est partiellement ou en totalité issu de l’article de Wikipédia en anglais intitulé « Mitzpe Yosef » (voir la liste des auteurs).